# Deslustre

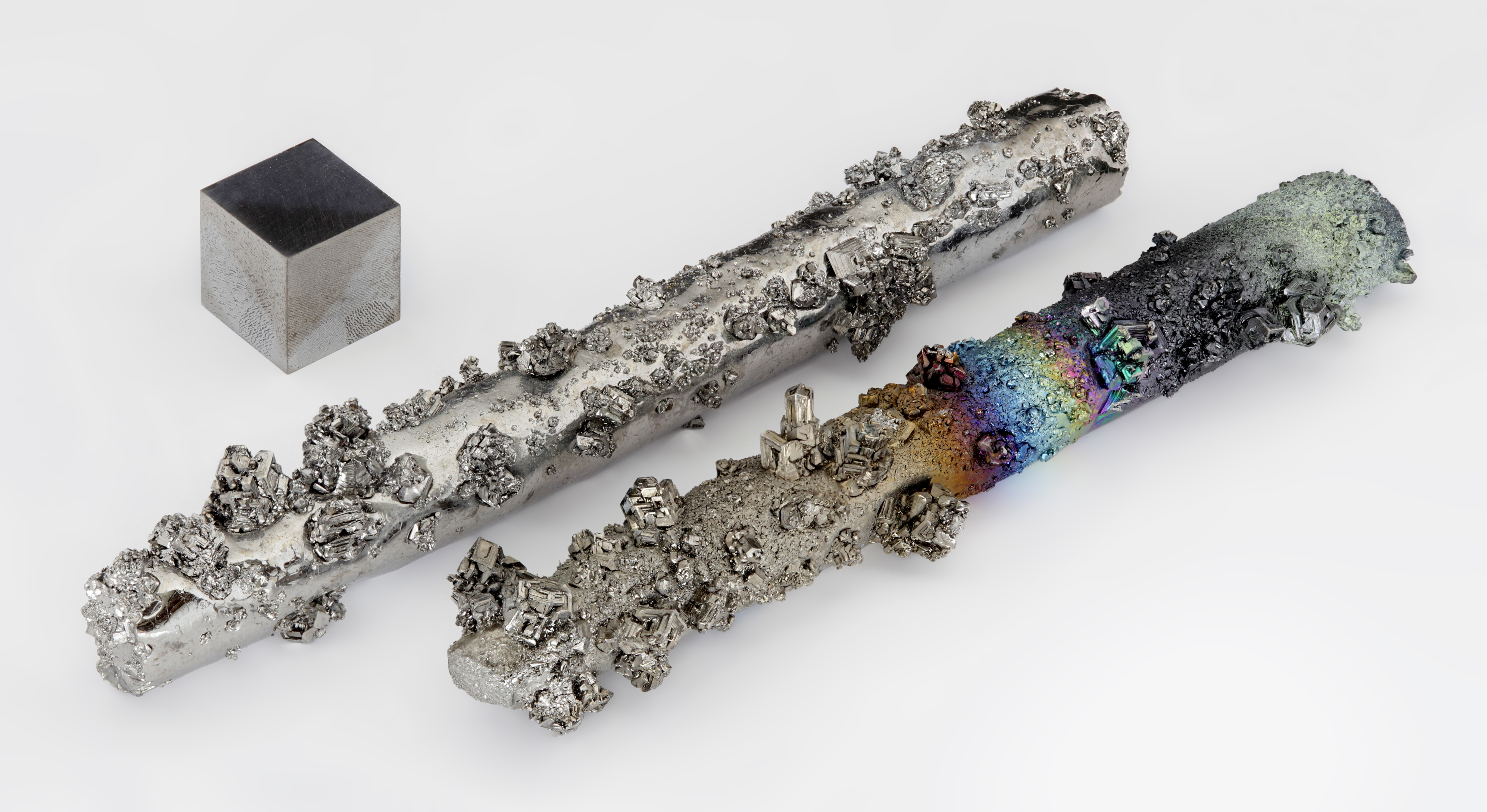
Varillas de tungsteno con cristales evaporados, parcialmente oxidados con coloridos deslustres.

El deslustre en metales es una fina capa de corrosión que se forma sobre el cobre, el latón, el aluminio, el magnesio, el neodimio y otros metales similares cuando su capa más externa sufre una reacción química. El deslustre no siempre es resultado de los efectos exclusivos del oxígeno en el aire. Por ejemplo, la plata necesita sulfuro de hidrógeno para deslustrarse, aunque puede deslustrarse con el oxígeno con el tiempo. A menudo aparece como una película o capa opaca, gris o negra, sobre el metal. El deslustre es un fenómeno superficial que se autolimita, a diferencia del óxido. Sólo las capas superiores del metal reaccionan, y la capa de sellado del deslustre protege a las capas subyacentes de la reacción.
En realidad, el deslustre preserva el metal subyacente en el uso exterior, y en esta forma se denomina pátina. La formación de la pátina es necesaria en aplicaciones como los tejados de cobre y las estatuas y accesorios de cobre, bronce y latón para exteriores. La pátina es el nombre que se da al deslustre de los metales con base de cobre, mientras que el tono es un término para el tipo de deslustre que se forma en las monedas.

## Química

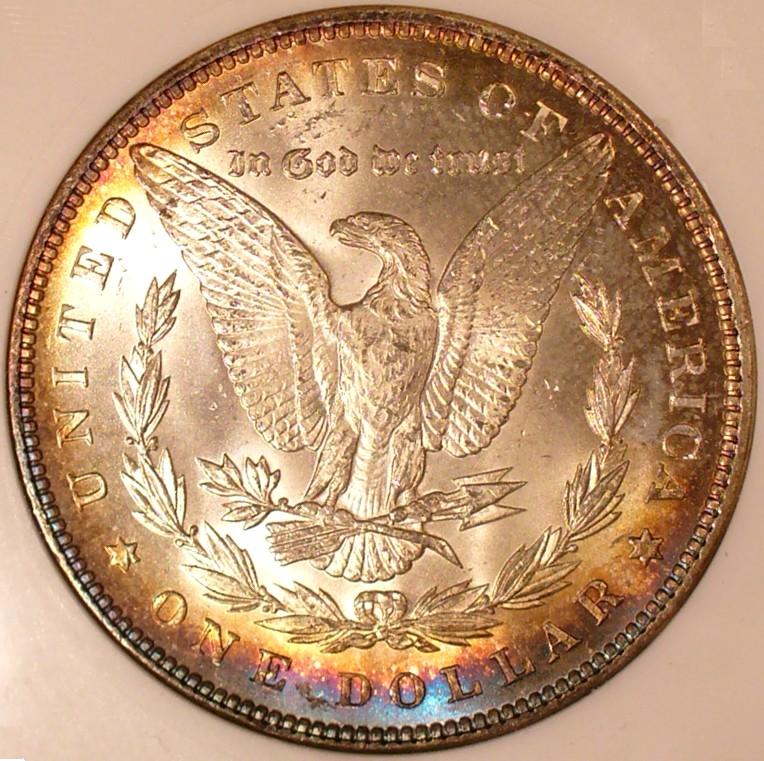
Un dólar Morgan con una colorida tonalidad en el reverso. Mientras que el deslustre de otros objetos metálicos suele limpiarse, algunos tonos de las monedas pueden considerarse estéticos o beneficiosos para el valor de la moneda, por lo que se mantienen in situ.

El deslustre es el producto de una reacción química entre un metal y un compuesto no metálico, especialmente el oxígeno y el dióxido de azufre. Suele ser un óxido metálico, producto de la oxidación. A veces es un sulfuro metálico. El óxido metálico a veces reacciona con el agua para hacer el hidróxido; y con el dióxido de carbono para hacer el carbonato. Se trata de un cambio químico. Existen varios métodos para evitar que los metales se empañen.

## Prevención y remoción
El uso de una fina capa de abrillantador puede evitar que se forme el deslustre sobre estos metales. El deslustre puede eliminarse utilizando lana de acero, papel de lija, papel de esmeril, bicarbonato de sodio o una lima para frotar o pulir la superficie opaca del metal. El deslustre de los objetos finos (como la cubertería de plata) puede invertirse electroquímicamente (de forma no destructiva) apoyando los objetos sobre un trozo de papel de aluminio en una olla de agua hirviendo con una pequeña cantidad de sal o bicarbonato de sodio, o puede eliminarse con un compuesto pulidor especial y un paño suave. Los museos suelen utilizar abrasivos más suaves, como el carbonato cálcico, para limpiar la plata deslustrada, ya que no dañan ni rayan la plata y no dejan residuos indeseados.